# Cayo Rabuleyo
Cayo Rabuleyo  fue un político romano del siglo V a. C. que fue elegido tribuno de la plebe en el año 486 a. C. Se distinguió por intentar mediar entre los cónsules enfrentados a causa de la ley agraria propuesta por Espurio Casio.